# Coatyards
Coatyards var en civil parish 1866–1955 när det uppgick i Nunnykirk, i grevskapet Northumberland i England. Civil parish var belägen 4 km från Netherwitton och hade 5 invånare år 1951.